# Гастелугаче
Гастелуга́че (баск. Gaztelugatxe) — островок на побережье Бискайского залива, относящийся к муниципалитету Бермео, Страна Басков (Испания).

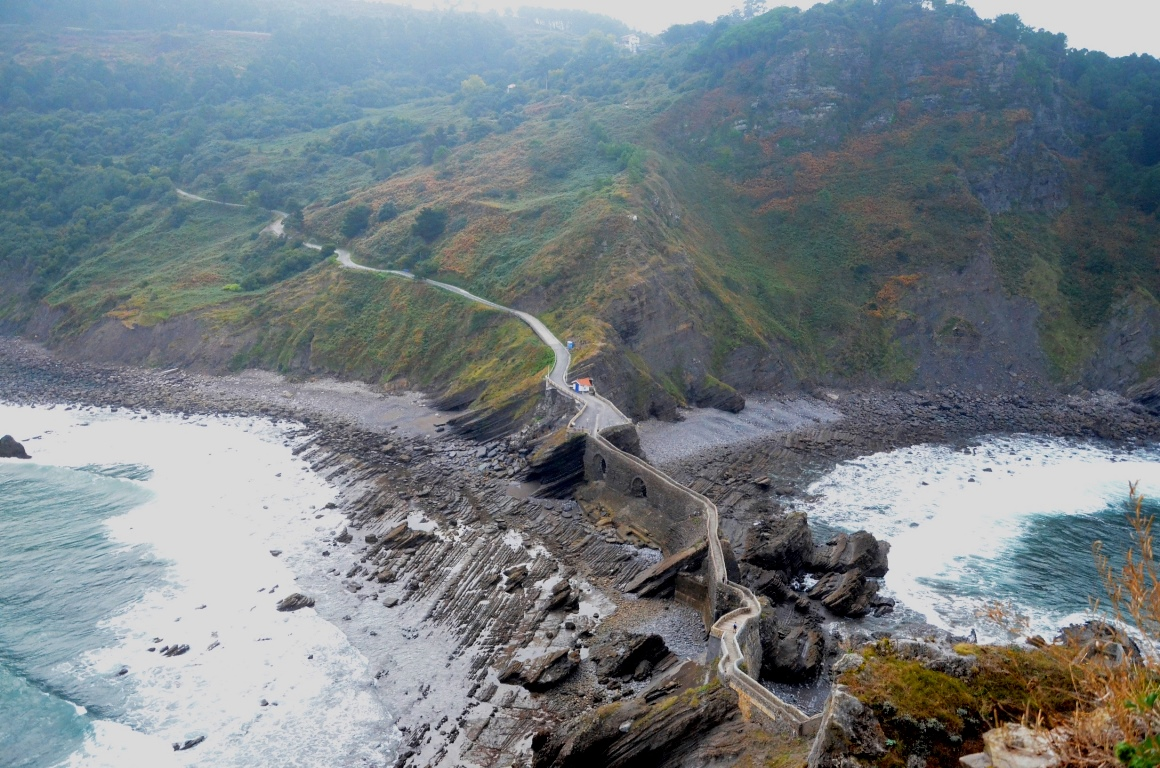
Гастелугаче. Лестница

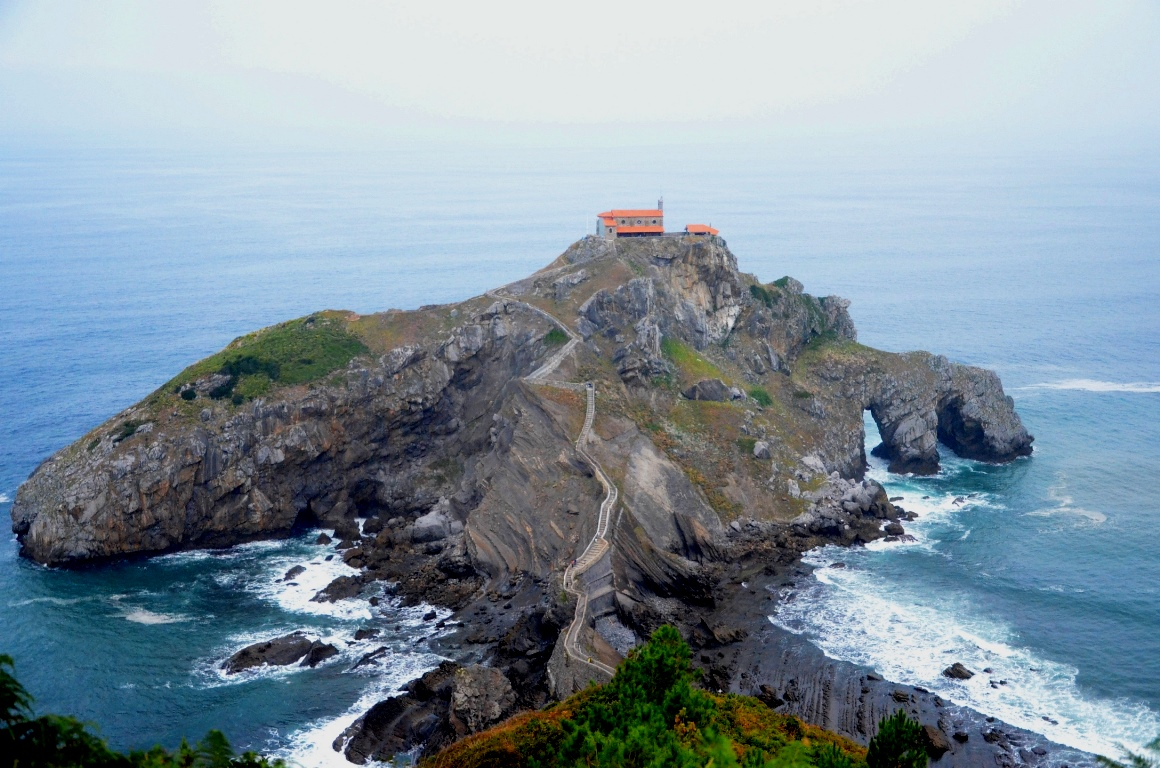
Гастелугаче. Сентябрь 2015

Остров соединен с материком мостом, который переходит в извилистую лестницу, насчитывающую 241 ступень. Единственным строением на острове является небольшая часовня Doniene Gaztelugatxeko (Сан-Хуан-де-Гастелугаче), возведенная в честь Иоанна Крестителя. Археологические находки и захоронения в этих местах свидетельствуют о том, что часовня была возведена ещё в X веке. Сегодня часовня почти всегда закрыта, постоянных богослужений здесь не проходит.

## Этимология
Слово Гастелугаче происходит от баскского «gaztelu», что означает «замок» и aitz — «скала», образуя «скальный замок». Название остров получил благодаря природным каменным аркам, издалека напоминающим рукотворные колонны.

## История
Небольшой храм был построен в X веке. Как предполагают ученые, строителями часовни были тамплиеры. При археологических раскопках на территории острова были найдены средневековые погребения, датируемые IX и XII веками.
Помимо религиозного значения, остров Гастелугаче является важным стратегическим объектом. Здесь в 1334 году произошли столкновения правителя Бискайи Хуана Нуньеса де Лара и Короля Кастильи Альфонсо XI.
В 1593 году остров был атакован и разграблен Фрэнсисом Дрейком.
В XVIII веке Гастелугаче подвергся нападению со стороны английских войск во время гражданской войны в Испании. Неподалёку с островом состоялась морская битва при мысе Мачичако (Matxitxako).
10 ноября 1978 года на острове случился пожар и часовня почти полностью выгорела. Два года спустя 24 июня 1980 года часовня вновь была торжественно открыта.

## Фотогалерея

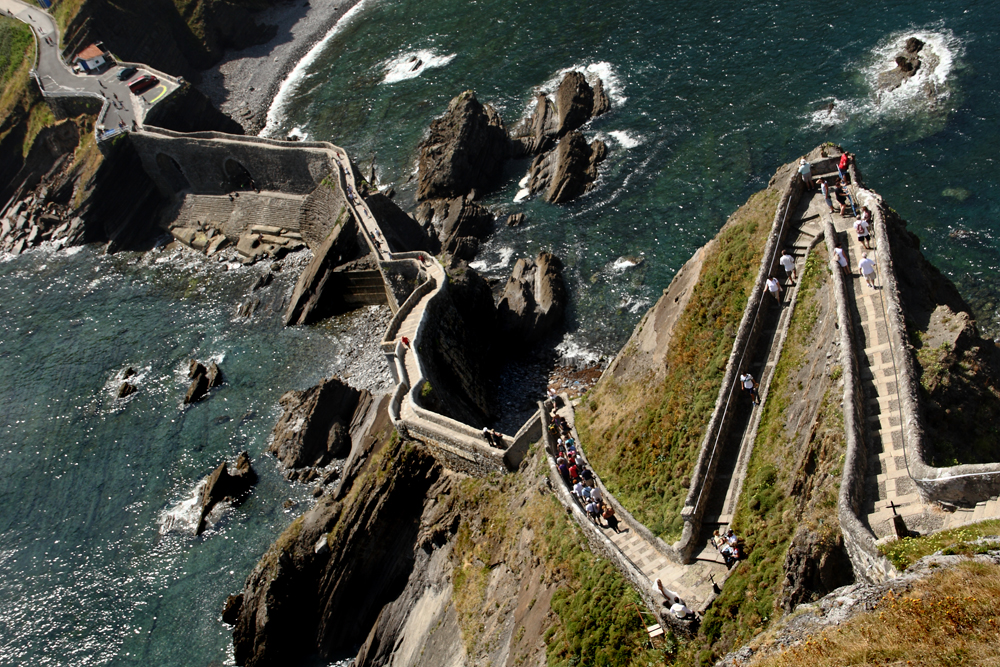
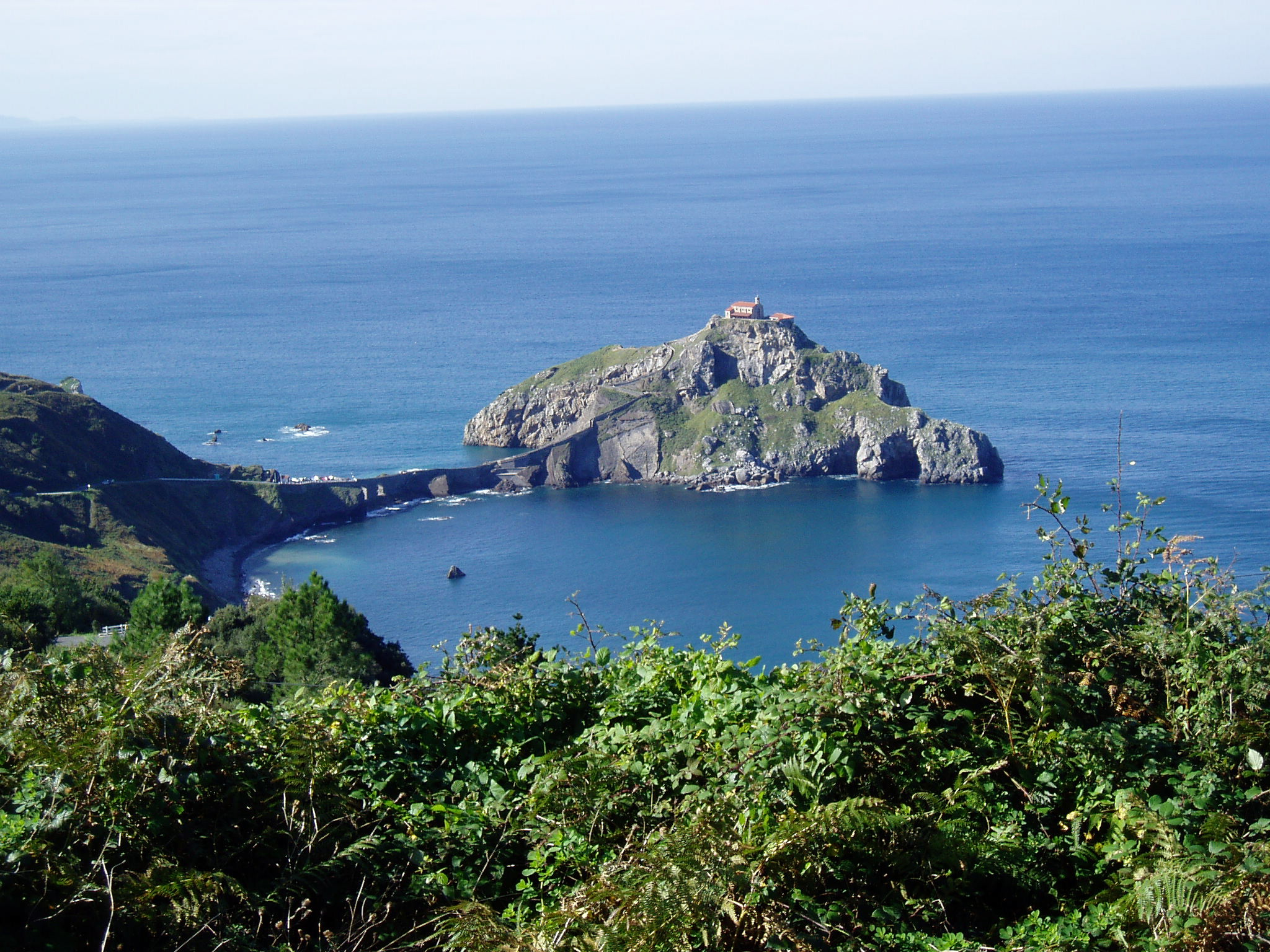
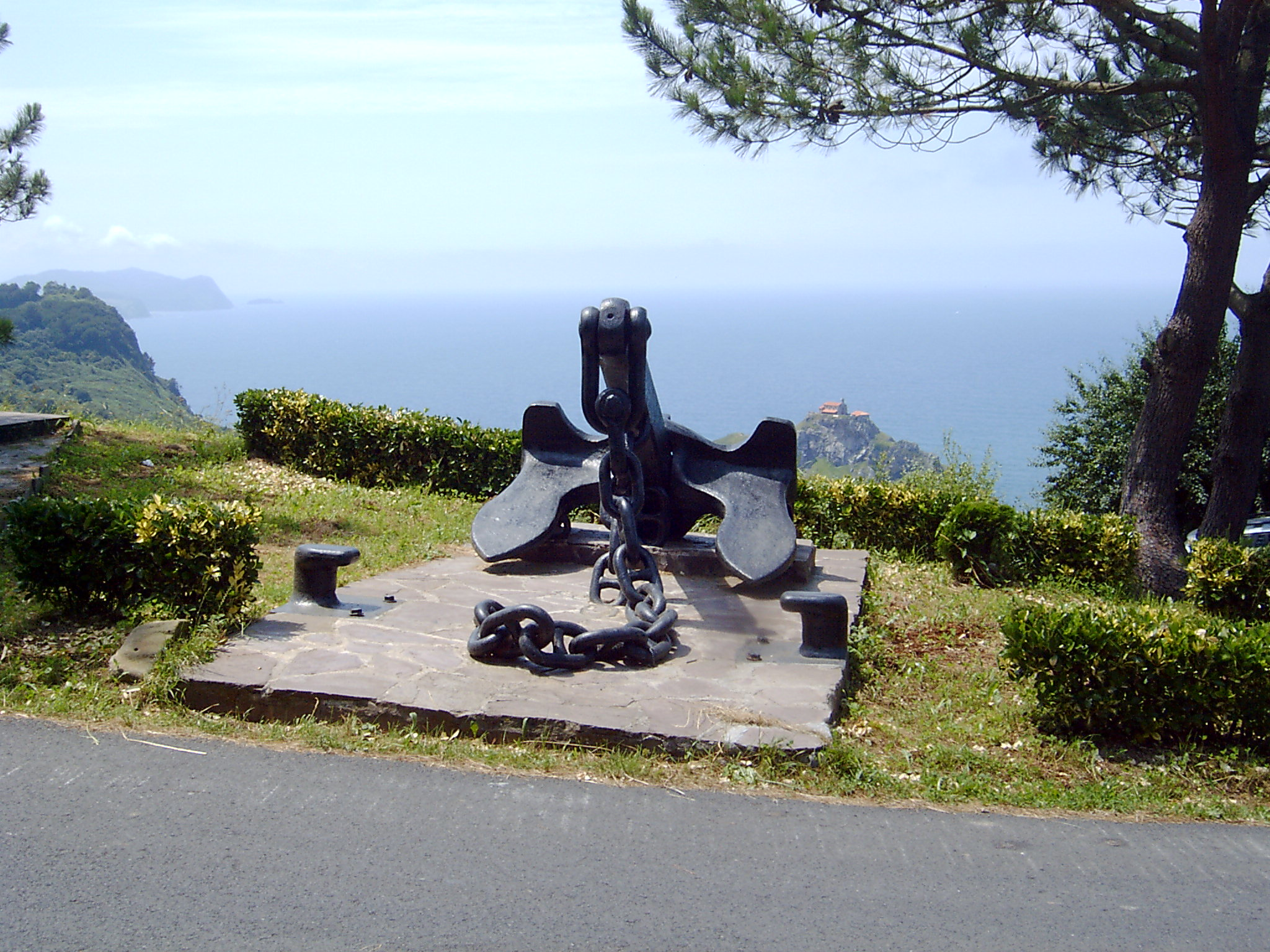
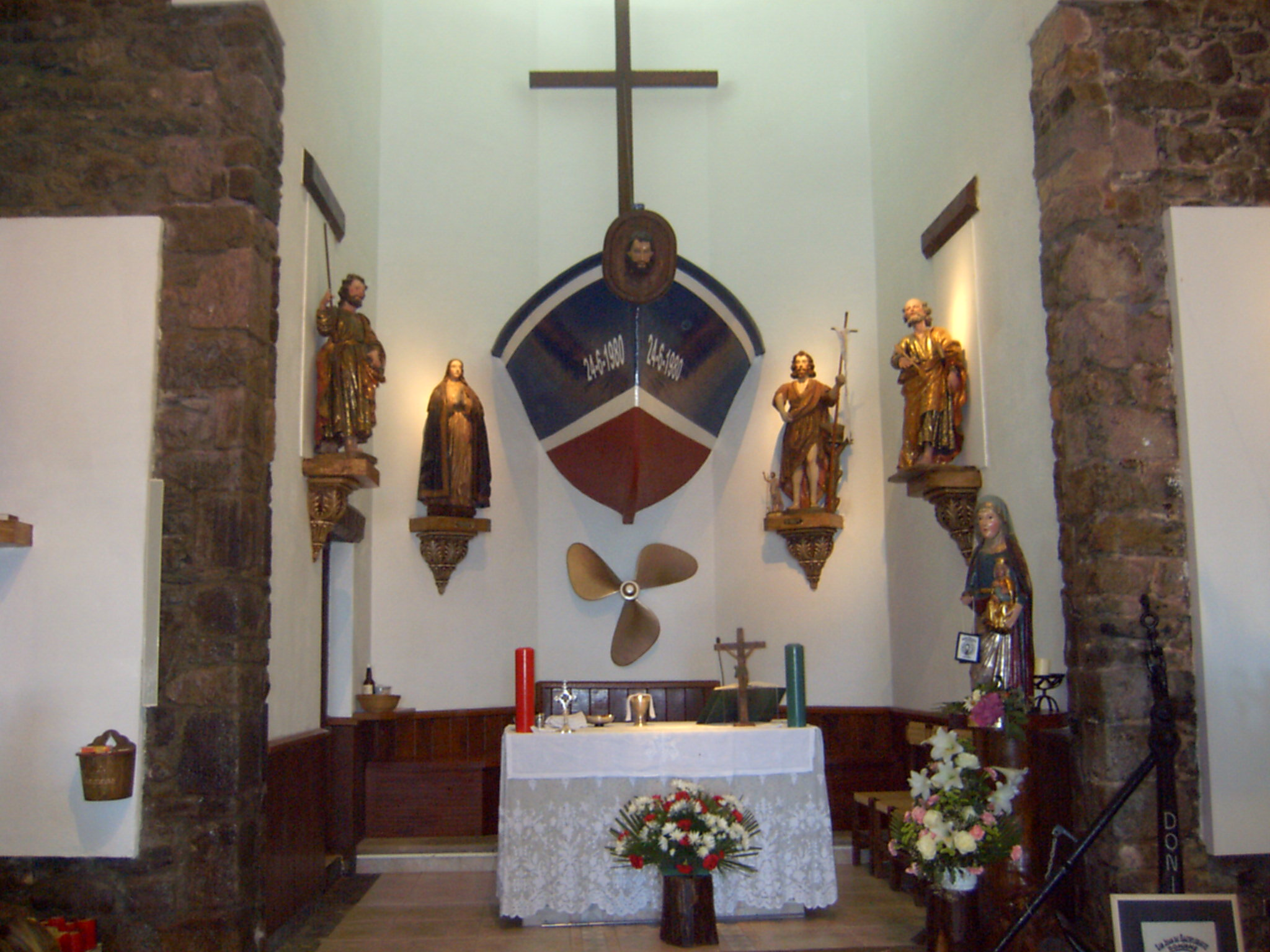
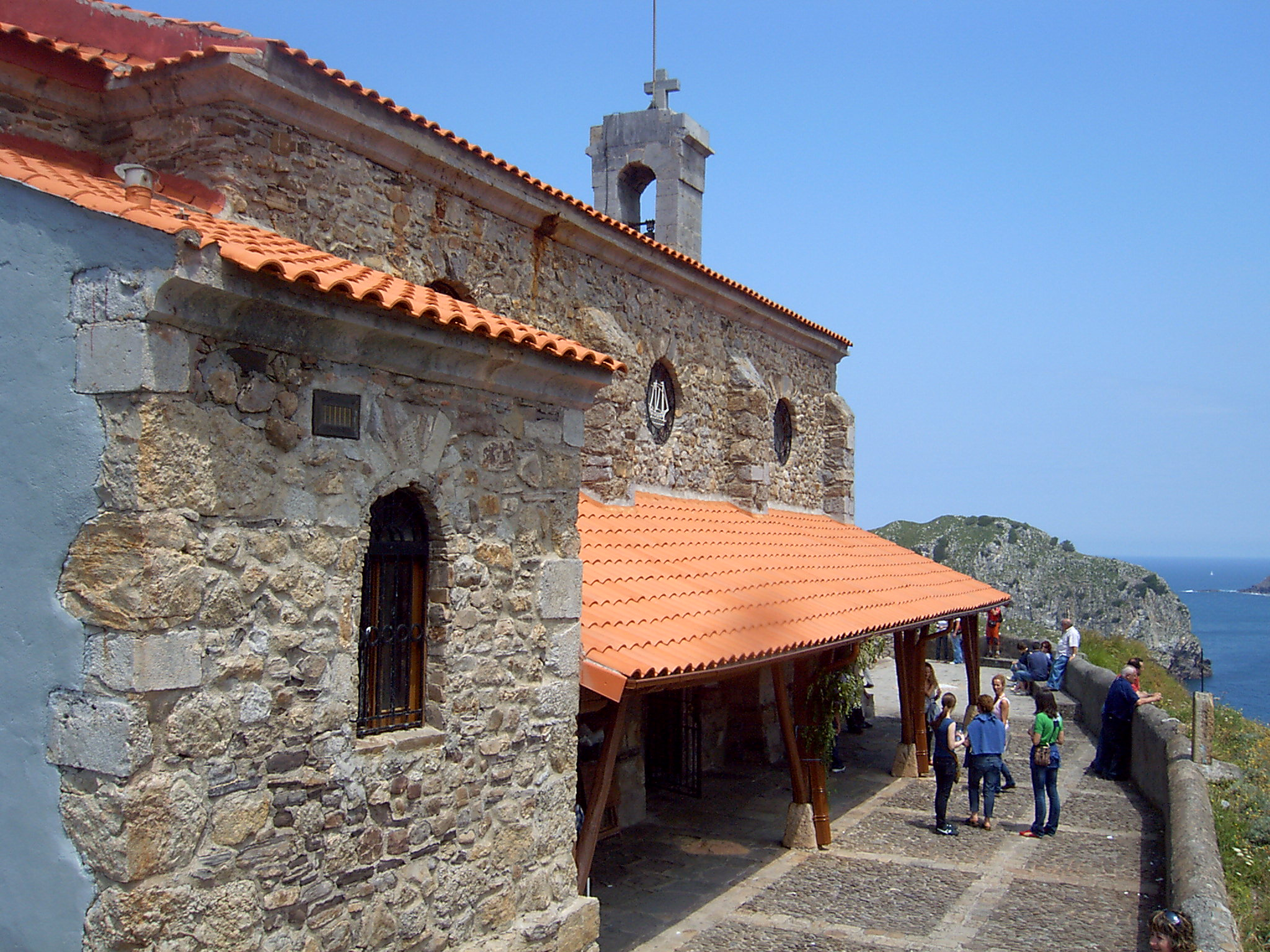
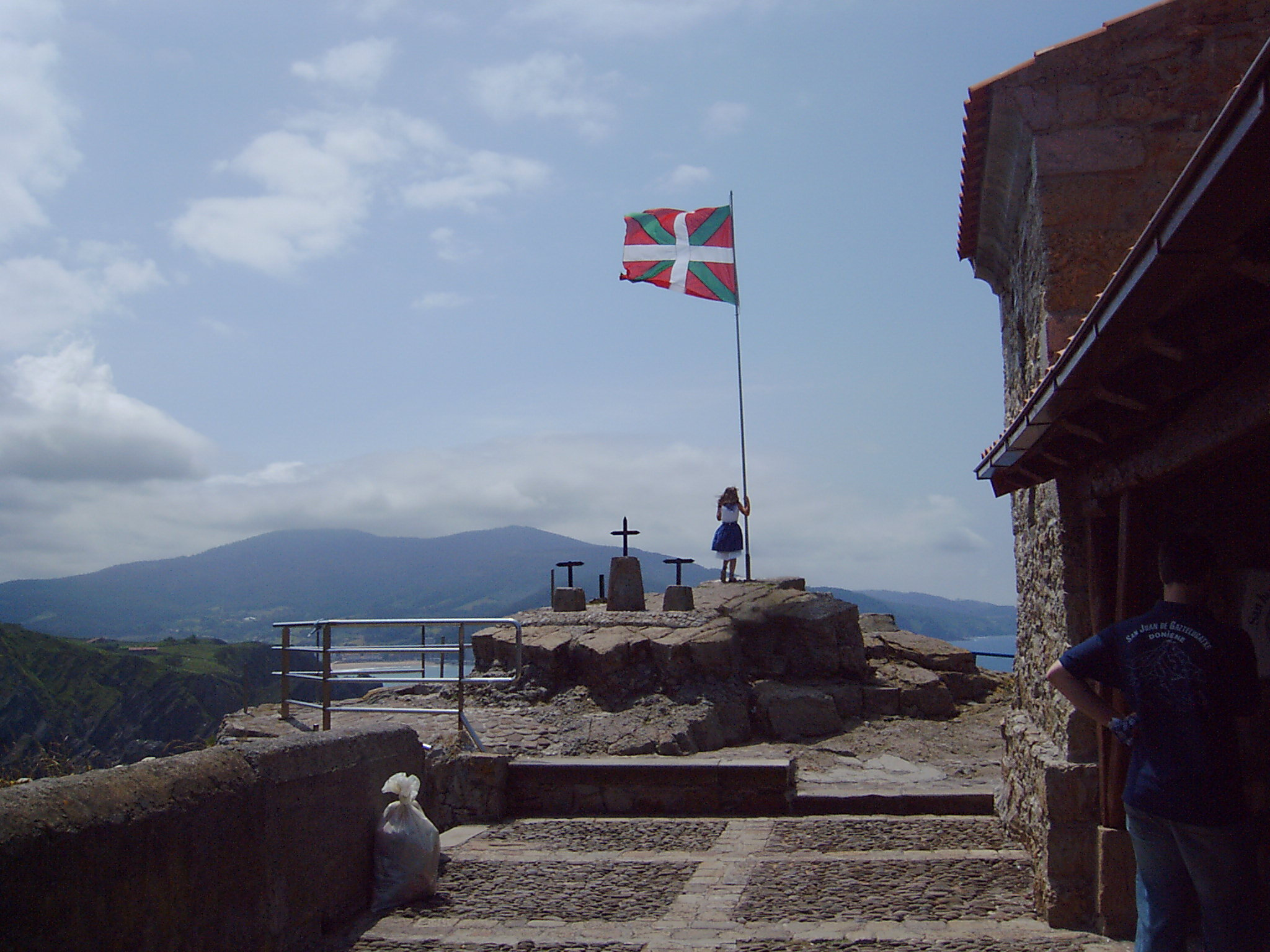
(виден флаг Страны Басков)
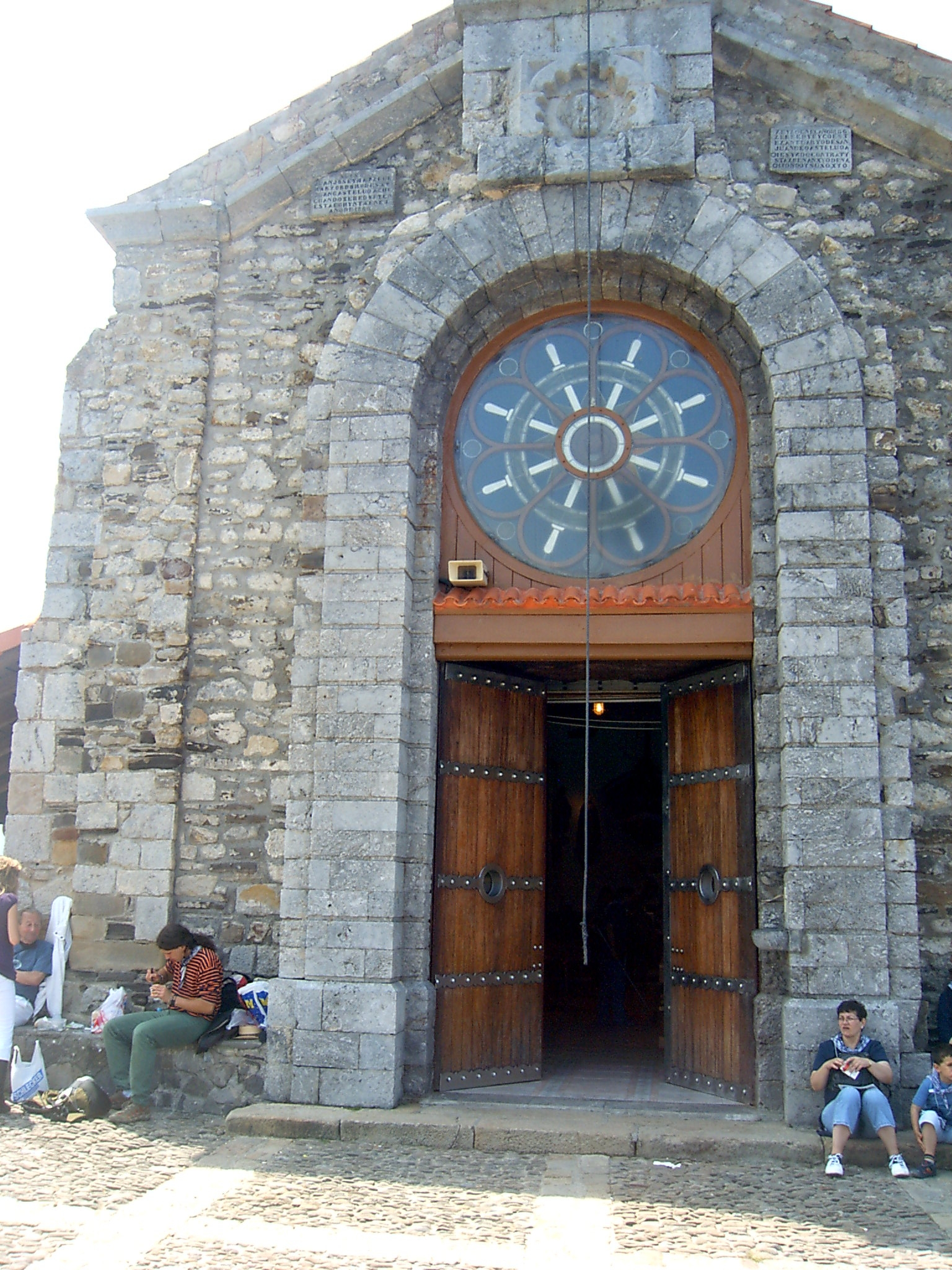
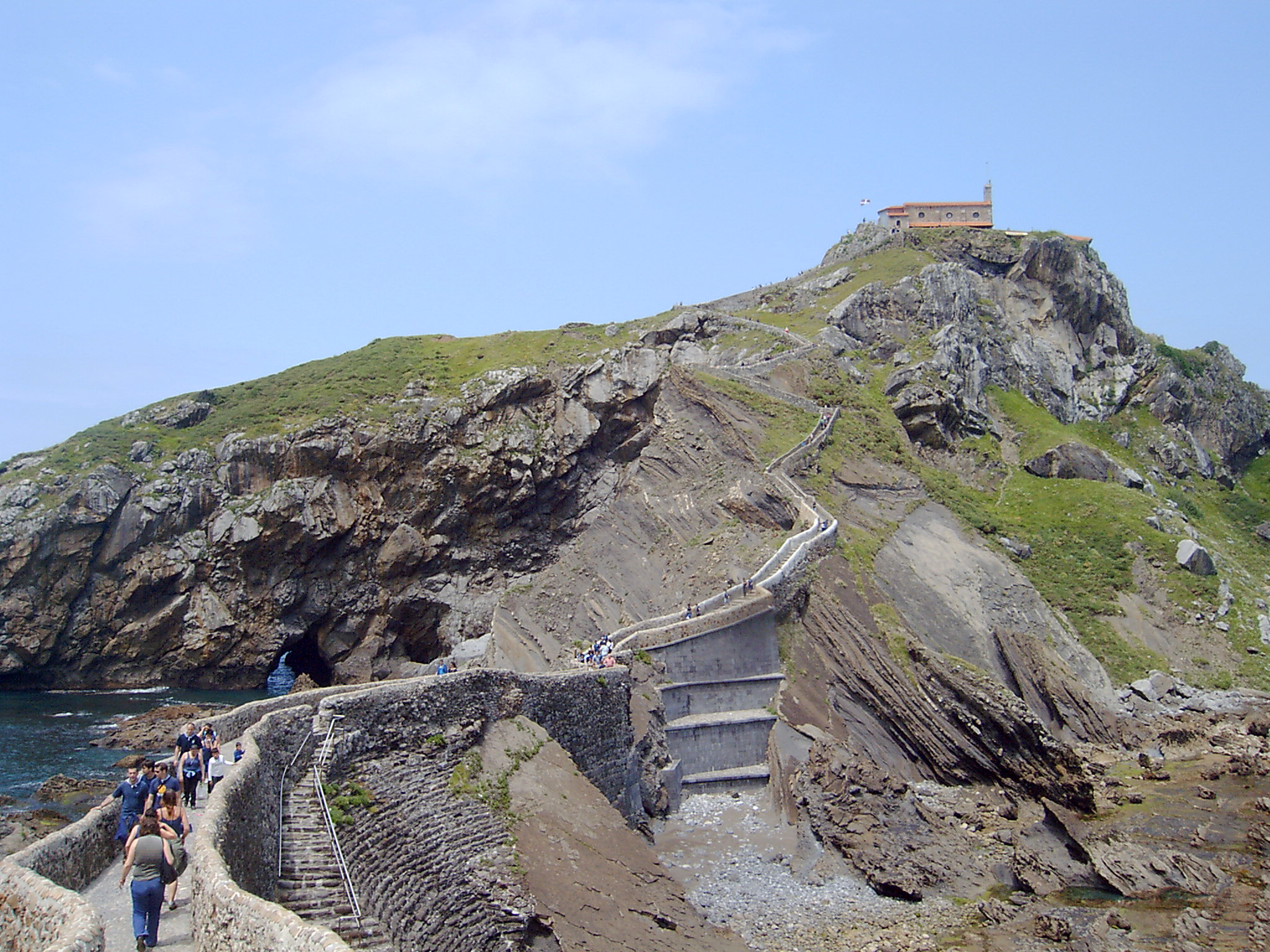